# トレンドの女王ミホ
『トレンドの女王ミホ』（トレンドのじょおうミホ）は『ヤングロゼ』で連載された日本の漫画作品。二ノ宮知子の連載デビュー作品。単行本は全5巻。

## 概要
流行をテーマに流行を追いかけながらも私生活は木造のオンボロアパートで貧窮生活という女子短大生ミホの奮闘人生を描く。当時は1990年代のバブル期のまっただ中で周りの登場人物がどれも富裕層で有名トレンド、ブランド品を着飾るなど当時の世相が表れている。

## あらすじ
バブル絶頂期の女子短大生ミホ。彼女の目標は世界中のありとあらゆる流行をマスターし最先端を生きる女王として君臨し玉の輿に乗ることにある。そのためには常に流行に対し眼を光らせ、また今日も彼女の身の周りで「いまー○○が流行してるんだって」と聞けば、噂話から言った本人周りのマイブーム、ましてやサクラが仕掛けたステルスマーケティングであろうと彼女はそのジャンルを片っ端から極め、授業と単位そっちのけで合コンに繰り出すのだ。

## 備考
二ノ宮本人が語る所、初めて描いたのは他の漫画家が原稿を落とすことになり穴埋め4ページのお鉢が二ノ宮に回ってきたことによるものでそれが好評により連載という運びになり、後半になると自分が好きな趣味、趣向を「流行している」としてネタにした回もあるという。

## 書誌情報
- 二ノ宮知子『トレンドの女王ミホ』講談社〈講談社漫画文庫〉、全5巻
  1. 2003年10月10日発売[2]、ISBN 978-4-06-360636-2
  2. 2003年11月12日発売[3]、ISBN 978-4-06-360637-9
  3. 2003年12月12日発売[4]、ISBN 978-4-06-360638-6
  4. 2004年1月9日発売[5]、ISBN 978-4-06-360639-3
  5. 2004年2月10日発売[6]、ISBN 978-4-06-360640-9